# Site archéologique de Ramadan
Pour les articles homonymes, voir Ramadan (homonymie).
Le site archéologique de Ramadan (en serbe cyrillique : Археолошко налазиште Рамадан ; en serbe latin : Arheološko nalazište Ramadan) est situé sur le territoire de la ville de Belgrade, en Serbie, dans la municipalité de Palilua et sur le territoire de la localité de Višnjica. Il remonte à l'Empire romain. En raison de son importance, il figure sur la liste des sites archéologiques protégés de la république de Serbie et sur celle des biens culturels de la Ville de Belgrade.

## Présentation
Le site archéologique de Ramadan se trouve à 200 m au sud du village de Višnjica.
La quantité de céramiques, de pièces de monnaie et de pans de mur, découverte en surface, a conduit le musée de la ville de Belgrade à effectuer des fouilles plus systématiques aux alentours de la fontaine de Ramadan.
Les vestiges d'une riche localité romaine, enfouie dans une couche de 1,5 mètre et s'étendant sur 800 m2, ont été mis au jour, ainsi que les murs de deux maisons enfoncées en dans le sol. En plus de ces vestiges résidentiels, les archéologues ont trouvé des restes de tuiles, des fragments de céramiques et d'artefacts en fer (serrures, haches etc.) ainsi que d'autres objets objets ayant une valeur culturelle.
Les pièces de monnaie inscrivent le site dans une période comprise entre les IIe siècle et IVe siècle, l'ensemble témoignant de la vie matérielle de cette époque le long du limes.